# Zagraniczne placówki duszpasterskie Polskiego Autokefalicznego Kościoła Prawosławnego
Prawosławne jednostki zagraniczne – jednostki administracyjne Polskiego Autokefalicznego Kościoła Prawosławnego poza granicami Polski.

## Obecne
- Parafie – Brazylia (diecezja Rio de Janeiro i Olinda-Recife)[1]

1. Sobór Katedralny Najświętszej Dziewicy Marii (Copacabana - Rio de Janeiro)
2. św. Jana Chrzciciela (Cordeiro - R.J.)
3. św. Benedykta z Nursii (Ilha do Governador - R.J.)
4. Misja św. Jerzego Zwycięzcy (Maricá - R.J.)
5. św. Katarzyny (Paraíba)
6. Przenajświętszej Trójcy (Olinda)
7. Misja Świętych Piotra i Pawła (Guarabira)

- Monastery – Brazylia (diecezja Rio de Janeiro i Olinda-Recife)[2]

1. św. Mikołaja (João Pessoa), męski
2. Zaśnięcia Najświętszej Marii Panny (Rio de Janeiro), żeński

- Parafia – Belgia[2]

1. Narodzenia Najświętszej Maryi Panny (Bruksela) – administracyjnie w Patriarchacie Konstantynopolitańskim (metropolia Belgii i egzarchat Dolnych Krain i Luksemburga); duchowieństwo z Polskiego Autokefalicznego Kościoła Prawosławnego

## Dawne
- Parafie – Portugalia

1. Kaplica p. w. Opieki Bogurodzicy (Cacém)
2. Kaplica p. w. Ducha Świętego (Portimāo)
3. Kaplica p. w. Świętego Jakuba (Aveiro)

- Monastery – Francja

1. św. Archaniołów Michała i Gabriela (Godoncourt)

- Parafie – Włochy

1. św. Barbary (Alghero)